# Course sur luge aux Jeux paralympiques

Pictogramme de la course sur luge aux Jeux paralympiques

La course sur luge aux Jeux paralympiques est une épreuve paralympique, qui est un dérivé du patinage de vitesse pour les personnes en fauteuil. La pratique est similaire aux hockey sur luge.
La discipline est présente de 1980 à 1998 avec une absence en 1992.

## Épreuves
Il existe plusieurs catégories selon le niveau de handicap.
| Distance | Catégorie | 1976 | 1980 | 1984 | 1988 | 1992 | 1994 | 1998 | 2002- | Total |
| -------- | --------- | ---- | ---- | ---- | ---- | ---- | ---- | ---- | ----- | ----- |
| 100 m    | Homme     |      | •    | •    | •    |      | •    | •    | -     | 5     |
| 100 m    | Femme     |      | •    | •    | •    |      | •    | •    | -     | 5     |
| 300 m    | Homme     |      |      | •    | •    |      |      |      | -     | 2     |
| 300 m    | Femme     |      |      | •    |      |      |      |      | -     | 1     |
| 500 m    | Homme     |      | •    | •    | •    |      | •    | •    | -     | 5     |
| 500 m    | Femme     |      | •    | •    | •    |      | •    | •    | -     | 5     |
| 700 m    | Homme     |      |      | •    | •    |      |      |      | -     | 2     |
| 700 m    | Femme     |      |      | •    | •    |      | •    |      | -     | 3     |
| 800 m    | Femme     |      | •    |      |      |      |      |      | -     | 1     |
| 1000 m   | Homme     |      |      | •    | •    |      | •    | •    | -     | 4     |
| 1000 m   | Femme     |      |      | •    | •    |      | •    | •    | -     | 4     |
| 1500 m   | Homme     |      | •    | •    | •    |      | •    | •    |       | 5     |
| 1500 m   | Femme     |      |      |      |      |      |      | •    | -     | 1     |
| Total    | Total     |      | 14   | 16   | 12   |      | 8    | 16   | -     |       |